# Tournoi de tennis de Tunisie
Le tournoi de tennis de Tunisie ou Jasmin Open Monastir est un tournoi de tennis organisé à Monastir, en Tunisie. La première édition a lieu en octobre 2022. Le Jasmin Open qui fait partie du circuit professionnel WTA est répertorié comme un tournoi WTA 250.
Le tournoi est introduit en 2022 à la suite de l'annulation des événements WTA en Chine en raison de la controverse sur l'agression sexuelle et la disparition de Peng Shuai. Une autre raison importante pour l'introduction de ce tournoi est la montée en puissance de la joueuse tunisienne Ons Jabeur dans le classement WTA. Le tournoi se déroule au Tennis Club de Monastir sur des courts extérieurs en dur.

## Historique
Le tournoi de tennis de Tunisie est ajouté à la 40e semaine de la saison en mai 2022 à la suite de l'annulation des événements WTA en Chine en raison de la disparition de Peng Shuai, qui a accusé en novembre 2021 l'ancien vice-Premier ministre Zhang Gaoli de violences sexuelles.
À la suite de l'invasion russe de l'Ukraine fin février 2022, les instances dirigeantes du tennis ATP, WTA et la Fédération internationale de tennis des Grands Chelems ont décidé que les joueurs de tennis russes et biélorusses pouvaient continuer à concourir sur les circuits, mais pas sous les drapeaux de la Russie ou de la Biélorussie jusqu'à nouvel ordre.
La Belge Elise Mertens remporte son septième titre en simple sur le circuit WTA Tour. Le double est dominé par la Tchèque Kateřina Siniaková et la Française Kristina Mladenovic, qui remplissent le rôle de favorites et transforment leur première participation commune à des compétitions de double en trophée.

## Palmarès

### Simple
| No | Date       | Nom et lieu du tournoi         | Catégorie | Dotation  | Surface    | Vainqueure    | Finaliste        | Score    |         |
| -- | ---------- | ------------------------------ | --------- | --------- | ---------- | ------------- | ---------------- | -------- | ------- |
| 1  | 03-10-2022 | Jasmin Open Monastir, Monastir | WTA 250   | 251 750 $ | Dur (ext.) | Elise Mertens | Alizé Cornet     | 6-2, 6-0 | Tableau |
| 2  | 16-10-2023 | Jasmin Open Monastir, Monastir | WTA 250   | 259 303 $ | Dur (ext.) | Elise Mertens | Jasmine Paolini  | 6-3, 6-0 | Tableau |
| 3  | 09-09-2024 | Jasmin Open Monastir, Monastir | WTA 250   | 267 082 $ | Dur (ext.) | Sonay Kartal  | Rebecca Šramková | 6-3, 7-5 | Tableau |

### Double
| No | Date       | Nom et lieu du tournoi        | Catégorie | Dotation  | Surface    | Vainqueures                            | Finalistes                                | Score             |         |
| -- | ---------- | ----------------------------- | --------- | --------- | ---------- | -------------------------------------- | ----------------------------------------- | ----------------- | ------- |
| 1  | 03-10-2022 | Jasmin Open Monastir Monastir | WTA 250   | 251 750 $ | Dur (ext.) | Kristina Mladenovic Kateřina Siniaková | Miyu Kato Angela Kulikov                  | 6-2, 6-0          | Tableau |
| 2  | 16-10-2023 | Jasmin Open Monastir Monastir | WTA 250   | 259 303 $ | Dur (ext.) | Sara Errani Jasmine Paolini            | Mai Hontama (en) Natalija Stevanović (en) | 2-6, 7-64, [10-7] | Tableau |
| 3  | 09-09-2024 | Jasmin Open Monastir Monastir | WTA 250   | 267 082 $ | Dur (ext.) | Mayar Sherif Anna Blinkova             | Alina Korneeva Anastasia Zakharova        | 2-6, 6-1, [10-8]  | Tableau |